# Сочинский художественный музей имени Дмитрия Жилинского
Со́чинский худо́жественный музе́й имени Дмитрия Жилинского — культурно-просветительское учреждение в Центральном районе города Сочи.
Здание построено по проекту академика архитектуры И. В. Жолтовского в 1936 году, предназначалось для Уполномоченного ВЦИК СССР по строительству города-курорта Сочи-Мацеста. Несколько десятилетий тут располагался Горком КПСС. Здание художественного музея — памятник архитектуры федерального значения. Торец здания со стороны Курортного проспекта украшает скульптура «Каменщик» работы Н. К. Вентцель, а со стороны улицы Орджоникидзе — «Плотник» работы Л. И. Ефимовой (Шулик).
С 1972 года здесь располагается Сочинский выставочный зал, с 1976 года  — Сочинский художественный музей.
В музее собрано около 6000 экспонатов античного, русского, советского, зарубежного искусства по разделам: живопись, графика, скульптура, декоративно-прикладное искусство, художественные промыслы.
Постоянная экспозиция охватывает период с I века до н. э. до современного искусства и представляет Мзымтинский клад, а также таких мастеров, как В. Е. Маковский, М. К. Клодт, Л. Ф. Лагорио, П. П. Кончаловский, С. В. Герасимов, П. В. Вильямс, И. И. Машков, С. Б. Никритин, Н. И. Андронов, Д. Д. Жилинский.
В выставочных залах ежемесячно устраиваются выставки, посвящённые искусству отдельных художников, творческих объединений, представляющие коллекции государственных и частных собраний. В музее имеется художественный салон, где можно приобрести произведения искусства, художественный антиквариат, произведения мастеров ювелирного искусства, изделия народных художественных промыслов и Калининградского янтарного комбината.
- 19 ноября 2019 года Сочинскому художественному музею присвоили имя Дмитрия Жилинского[3].

## Адрес
- 354000 Россия, г. Сочи, Курортный проспект, 51.